# Legea privind exproprierea din 2024 (Africa de Sud)
Legea privind exproprierea din 2024 (Legea nr. 13 din 2024) este o lege adoptată de Parlamentul Africii de Sud, care reglementează achiziționarea obligatorie a bunurilor imobile de către autoritățile guvernamentale din această țară. Legea abrogă Legea privind exproprierea din 1975 din perioada apartheidului și va intra în vigoare la o dată stabilită de Președinte, prin proclamare în Gazeta Guvernului (Monitorul Oficial).
Legea a generat controverse pe parcursul întregii sale istorii legislative, în special din cauza prevederii referitoare la plata unei „compensații nule” persoanelor al căror teren este expropriat în anumite circumstanțe specifice. Congresul Național African, partidul de guvernământ, a subliniat importanța legii în promovarea obiectivelor de reformă agrară prevăzute în Constituție, deși a fost criticată de Alianța Democrată, partidul de opoziție oficială, care consideră că legea ar putea avea efecte economice negative, și administrația Trump, care a ridicat îngrijorări cu privire la impactul asupra drepturilor de proprietate ale afrikanerilor.

## Prevederi
Legea definește exproprierea ca fiind dobândirea forțată a dreptului de proprietate asupra bunurilor de către organele statului sau de către „autorități expropriatoare” desemnate prin lege sau autorizate prin hotărâri de Guvern. Scopul principal al legii este de a alinia procedurile de expropriere din Africa de Sud cu cerințele Constituției, stabilind totodată un cadru clar pentru aplicarea acestora la toate nivelurile administrației publice. De asemenea, legea urmărește sprijinirea comunităților marginalizate, inclusiv a femeilor, tinerilor, persoanelor LGBTQI+ și persoanelor cu dizabilități, asigurând o distribuție echitabilă a resurselor pentru îmbunătățirea accesului la servicii. În plus, legea are ca obiectiv „remedierea efectelor legislației sau practicilor discriminatorii de natură rasială din trecut”, făcând referire directă la politicile din perioada apartheidului.
Legea conferă competența de expropriere mai multor entități statale, la nivel național, provincial și municipal. Autoritățile ministeriale au dreptul de a dispune exproprierea unor bunuri pentru un scop public sau în interes public, cu respectarea restricțiilor expres prevăzute de lege. Sistemul judiciar exercită control de legalitate asupra procesului de expropriere, având competența de a soluționa disputele și de a anula măsurile care nu respectă cerințele legale. De asemenea, legea stabilește un cadru procedural clar pentru contestarea exproprierilor, oferind persoanelor afectate posibilitatea de a formula acțiuni atât în fața autorităților administrative, cât și în fața instanțelor de judecată.

#### Bunurile supuse exproprierii
În temeiul articolului 25(4)(b) din Constituție, dispozițiile privind exproprierea se extind dincolo de terenuri, incluzând atât bunurile mobile, cât și cele imobile. Această definiție largă asigură acoperirea cuprinzătoare a tipurilor de proprietăți care pot face obiectul exproprierii.
Pentru a fi considerată legitimă, exproprierea trebuie să îndeplinească unul dintre cele două criterii fundamentale, și anume să fie realizată pentru un „scop public” – care include activități direct legate de administrația guvernamentală și furnizarea de servicii publice, cum ar fi construirea de instituții de învățământ sau infrastructură sanitară – sau în „interes public”. Conform articolului 25(4)(a) din Constituție, interesul public include inițiativele care sprijină reforma agrară și accesul echitabil la resursele naturale. De asemenea, articolul 25(8) din Constituție autorizează măsuri legislative destinate corectării discriminărilor rasiale istorice.
Capitolul 7 al Legii introduce mecanisme pentru utilizarea temporară a proprietății în circumstanțe urgente, limitată la perioade de până la 12 luni. Totuși, aceste prevederi exclud bunurile aflate în proprietatea oricărui nivel de guvernare, activele considerate esențiale conform Legii privind gestionarea situațiilor de dezastru și bunurile protejate prin hotărâri judecătorești. În măsura în care legea nu prevede criterii detaliate privind aceste excluderi, rămâne posibilitatea unor interpretări largi, ceea ce ar putea influența aplicabilitatea măsurii.
Autoritățile expropriatoare trebuie, în primă instanță, să depună eforturi pentru a ajunge la o soluție negociată cu proprietarii sau titularii de drepturi asupra bunurilor vizate. Exproprierea directă este permisă doar dacă aceste negocieri eșuează. Această cerință poate fi omisă doar în circumstanțe excepționale care justifică utilizarea temporară urgentă a proprietății. În cazurile de dezacord privind exproprierea, în special în ceea ce privește compensația, sistemul judiciar deține autoritatea finală în soluționarea litigiilor prin intermediul instanțelor de judecată. Această supraveghere judiciară oferă un mecanism de control ex post asupra deciziilor de expropriere.

#### Compensare
Capitolul 5 al Legii reglementează compensația acordată în cazul exproprierii. Articolul 12(1) prevede că suma compensației plătite proprietarului unui bun expropriat trebuie să fie „justă și echitabilă, reflectând un echilibru corect între interesul public și drepturile persoanelor afectate, inclusiv ale proprietarului, deținătorului unui drept real sau ale creditorului ipotecar, având în vedere toate circumstanțele relevante.” Printre aceste circumstanțe se numără utilizarea actuală a proprietății, istoricul achiziției și al utilizării acesteia, valoarea de piață, amploarea investițiilor directe ale statului și a subvențiilor acordate pentru achiziție ori pentru îmbunătățirea capitalului proprietății, precum și scopul exproprierii.
Articolul 12(3) prevede că, în anumite situații, poate fi considerat just și echitabil ca exproprierea să se realizeze cu compensație nulă, ținând cont de toate circumstanțele relevante, inclusiv, dar fără a se limita la următoarele cazuri:
- Terenuri neutilizate – dacă proprietarul nu urmărește dezvoltarea sau exploatarea terenului pentru obținerea de venituri, ci doar speculează creșterea valorii de piață;
- Bunuri deținute de organe de stat – dacă un organ de stat deține un teren pe care nu îl folosește pentru îndeplinirea atribuțiilor sale și nu este probabil să îl utilizeze în viitor, iar bunul respectiv a fost dobândit fără contraprestație și nu este necesar pentru desfășurarea viitoarelor sale activități;
- Abandonul proprietății – dacă, deși dreptul de proprietate este înregistrat conform Legii privind registrelor de imobile din 1937 (Legea nr. 47 din 1937), proprietarul a renunțat de facto la controlul asupra terenului, deși are posibilitatea rezonabilă de a o face;
- Investiții publice semnificative – dacă valoarea de piață a terenului este echivalentă sau mai mică decât valoarea investițiilor directe ale statului ori a subvențiilor publice destinate achiziției și îmbunătățirii proprietății.

Exproprierea cu compensație nulă nu constituie o privare arbitrară de proprietate, ci trebuie să fie justificată de un interes public legitim, aplicată în mod proporțional și în conformitate cu prevederile constituționale. Instanțele judecătorești mențin un control strict asupra întregului proces, având competența de a soluționa atât litigiile privind exproprierea, cât și cuantumul compensației.
Aceste dispoziții urmăresc să garanteze că exproprierea și mecanismele de compensare sunt aplicate echitabil, respectând principiile statului de drept, echității și protecției dreptului de proprietate.

## Istoricul legislativ
La 20 decembrie 2024, președintele Cyril Ramaphosa a promulgat Legea privind exproprierea, finalizând un proces legislativ de cinci ani, inițiat la 14 octombrie 2020. Prin această promulgare, Legea privind exproprierea din 1975, adoptată în perioada apartheidului, a fost abrogată și înlocuită.
Procesul legislativ a fost marcat de dezbateri aprinse și opoziție semnificativă din partea Alianței Democrate, principalul partid de opoziție, precum și a unor organizații din mediul de afaceri și societatea civilă, care au ridicat obiecții privind aplicarea legii și impactul acesteia asupra dreptului de proprietate. Pe de altă parte, guvernul Congresului Național African a susținut că legea este esențială pentru avansarea reformei funciare și corectarea inechităților istorice, în conformitate cu Constituția.
Legea a fost adoptată de Adunarea Națională și Consiliul Național al Provinciilor în 2024, după mai multe amendamente substanțiale. Actul a fost publicat în Gazeta Guvernului la 24 ianuarie 2025.

## Reacții
Congresul Național African, care a inițiat legislația în parlamentul anterior, a caracterizat Legea privind exproprierea din 2024 drept un mecanism transformator pentru avansarea reformei funciare, promovarea dezvoltării economice și consolidarea unității sociale. Partidul a corelat această legislație cu principiile din Carta Libertății sud-african privind distribuirea echitabilă a terenurilor, descriind-o drept un „răspuns direct” la „milioanele de sud-africani care au fost excluși de prea mult timp de la dreptul de proprietate asupra terenurilor și accesul la resurse naturale.”
Adoptarea legii a generat o dezbatere intensă cu privire la legitimitatea sa democratică, mai ales în contextul modificării compoziției parlamentului în urma alegerilor recente. Formarea unui guvern de uniune națională, care include Congresul Național African, Alianța Democrată și alte partide, a ridicat întrebări despre soarta proiectului de lege în noua configurație politică. Alianța Democrată a anunțat că va contesta legea în instanță, argumentând că aceasta este neconstituțională. Deși partidul recunoaște existența unor dispoziții constituționale care permit măsuri de reparație și restituire, susține că legea încalcă dreptul de proprietate și creează insecuritate juridică prin lipsa unor garanții adecvate pentru proprietari.
Pe 7 februarie 2025, Donald Trump, al 47-lea președinte al Statelor Unite, a semnat un ordin executiv prin care a suspendat orice asistență financiară sau ajutor străin acordat Africii de Sud, în limita prevăzută de lege și la discreția conducătorului fiecărei agenții executive relevante. Casa Albă a motivat decizia prin adoptarea Legii privind exproprierea și acțiunea Africii de Sud împotriva Israelului la Curtea Internațională de Justiție. Trump a descris legea drept „o măsură discriminatorie împotriva populației afrikaanere” și a subliniat că aceasta ar putea crea un precedent periculos pentru drepturile de proprietate la nivel internațional.